# 沈涵 (康熙進士)
沈涵（？—？），字度汪，号心齋，晚号彖余居士，浙江湖州府歸安縣人，清朝官員，進士出身。

## 生平
康熙十五年（1676年），中式丙辰科二甲第三名進士。與同母弟沈三曾同榜。選庶吉士，散館授編修。康熙四十二年（1703年），朝廷改各省提學道為提督學政。沈涵成為首任福建學政。任內取士公允，政績斐然。官至內閣學士兼禮部侍郎。
有《赐砚斋诗存》、《左传注疏纂钞》、《读史随笔》等。